# Distretto di Prathai
Il distretto di Prathai (in thailandese: ประทาย) è un distretto (amphoe) della Thailandia, situato nella provincia di Nakhon Ratchasima.